# Копёнки
Копёнки — деревня в Железногорском районе Курской области России. Входит в состав Городновского сельсовета.

## География
Расположена в 19 км к юго-востоку от Железногорска на берегу Михайловского водохранилища на реке Свапа.

## Этимология
Деревня получила название от ручья — притока Свапы на котором она образована. Ручей, в свою очередь, был так назван от расположения в его русле копаней — мест замачивания пеньки.

## История
Вплоть до 1970-х годов нынешняя деревня Копёнки состояла из нескольких селений, которые впоследствии были объединены: собственно деревня (ранее сельцо) Копёнки и деревни Средние Радубичи и Верхние Радубичи (зачастую они обозначались под общим названием Радубичи).
Деревня Радубичи впервые упоминается в 1678 году среди селений Речицого стана Кромского уезда Севского разряда.
Деревня Копёнки впервые упоминается в 4-й ревизии 1782 года.
В XIX веке Копёнки были сельцом. Так назывались поселения, в которых была барская усадьба, но не было церкви. Жители деревни ходили молиться за три версты в храм Покрова в село Высокое, ныне Орловской области. В то время и сами Копёнки относились к Дмитровскому уезду Орловской губернии. В состав Курской области деревня вошла в 1934 году.
Копёнки и ещё несколько окрестных сёл принадлежали боярскому роду Колычёвых. В конце 1850-х годов имение перешло к
роду Хлюстиных, гордостью которых был копёнский конезавод, каменные конюшни которого сохранились до сих пор. Здесь разводили породистых Орловских рысаков.
В конце XIX века в Копёнках поселились другие владельцы — Шамшевы. Отставной подполковник Петр Николаевич построил здесь винокуренный завод, изготавливал фруктовое и хлебное вино, спирт-сырец. Одним из первых в Дмитровском уезде Шамшев провел в Копёнки телефон, вымостил дороги, занялся лесоводством, разведением садов. Он проявил себя помещиком нового типа — предпринимательского. Его избрали председателем дворянства Дмитровского уезда Орловской губернии.
Полуразрушенная усадьба в Копёнках была построена в первой половине XIX века. Сохранились 2 фотографии начала XX века, по которым можно судить об устройстве усадьбы. Перед господским домом был рукотворный пруд, в дальнейшем превратившийся в болото. По пруду ходил паром, посреди водоёма была деревянная беседка. В советское время в здании усадьбы располагалась школа, переехавшая в 1990 году в новое типовое здание. С тех пор барский дом пришёл в запустение и постепенно разрушается.

### После 1917 года
Во время Великой Отечественной войны, с октября 1941 года по февраль 1943 года, Копёнки находились в зоне немецко-фашистской оккупации.
Весной 1943 года возобновили работу 2 копёнских колхоза и Копёнская МТС. С 1943 года МТС возглавлял Иван Максимович Зинаков, в 1950-е годы — Фёдор Васильевич Родин. В 1943—1950 годах председателем колхоза «Красный Герой» был Павел Степанович Поляков, колхоза имени Сталина — Зеленин.
В 1950 году копёнские колхозы имени Сталина и «Красный Герой» объединились в один — имени Сталина. Председателями укрупнённого хозяйства были Павел Степанович Поляков (1950—1952), Яков Никитович Рыжов (1952—1954), Азеев (1954—1955), Василий Леонтьевич Башкиров (1955—1961). В 1959 году была упразднена Копёнская МТС, её техника и механизаторы перешли в колхозы.
В 1961 году колхоз имени Сталина получил новое название — XXII съезда КПСС. Его председателем был назначен Валентин Петрович Попов. Артель XXII съезда КПСС считалась отстающей и в 1964 году была присоединена к соседнему колхозу имени Кирова (центр в с. Троицкое).
В 1966 году в Копёнках открылся типовой клуб «Спутник», в 1967 году — сельская библиотека.
В 1968 году было завершено строительство плотины на Свапе и началось заполнение водой Копёнского водохранилища. Водоём отделил Копёнский участок колхоза от его центральной усадьбы, располагавшейся в Троицком. В связи с этим 1 января 1969 года Копёнский участок колхоза имени Кирова был выделен в отдельную артель — «Родина». В 1973 году к «Родине» был присоединён колхоз «Ударник» (центр в с. Большебоброво). Артель «Родина» просуществовала до 2005 года.

## Административно-территориальная принадлежность
- 1928—1930 годы — административный центр Копёнского сельсовета Михайловского района
- 1930—1935 годы — в составе Андросовского сельсовета Дмитриевского района
- 1935—1963 годы — в составе Андросовского сельсовета Михайловского района
- 1963—1965 годы — в составе Троицкого сельсовета Фатежского района
- 1965—1970 годы — в составе Троицкого сельсовета Железногорского района
- 1970—1973 годы — в составе Андросовского сельсовета Железногорского района
- 1973—1986 годы — в составе Большебобровского сельсовета Железногорского района
- 1986—2017 годы — административный центр Копёнского сельсовета Железногорского района
- С 2017 года в составе Городновского сельсовета Железногорского района

## Население
| 1866 | 1897 | 1926  | 1979 | 2002 | 2010 |
| ---- | ---- | ----- | ---- | ---- | ---- |
| 322  | ↗485 | ↗1415 | ↘600 | ↘428 | ↘375 |

## Образование
В начале XX века в Копёнках действовало начальное народное училище. С 24 октября 1903 года здесь преподавал священник соседнего села Высокое Матвей Воскресенский.

## Улицы
В Копёнках 6 улиц:
- Луговая
- Молодёжная
- Озёрная
- Прибережная
- Рабочий проезд
- Центральная

## Памятники истории
Братская могила красноармейцев, погибших в боях с белогвардейцами в 1919 году. У могилы установлен обелиск.

## Известные жители
- Хлюстин, Борис Павлович (1884—1949) — военный инженер, контр-адмирал.

## Галерея

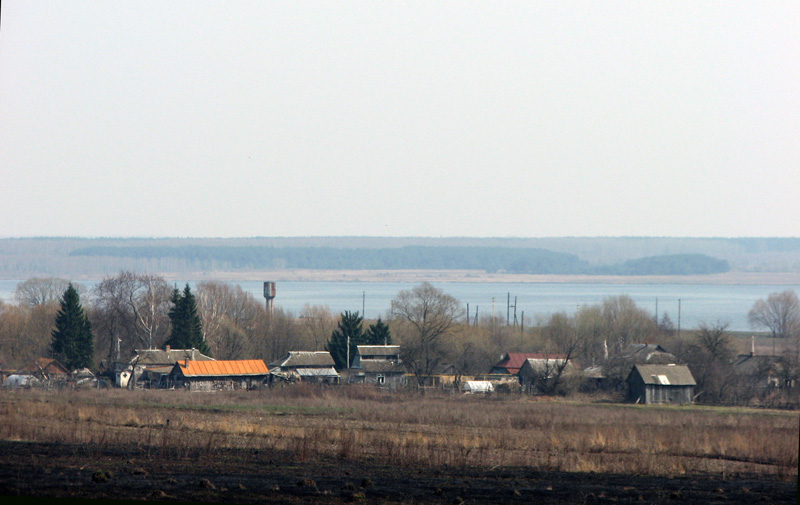
Копёнки
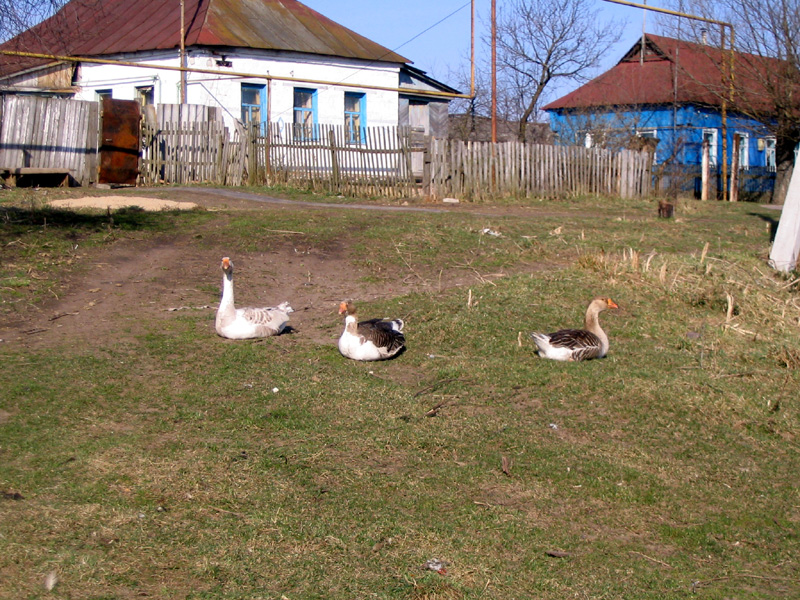
Одна из улиц
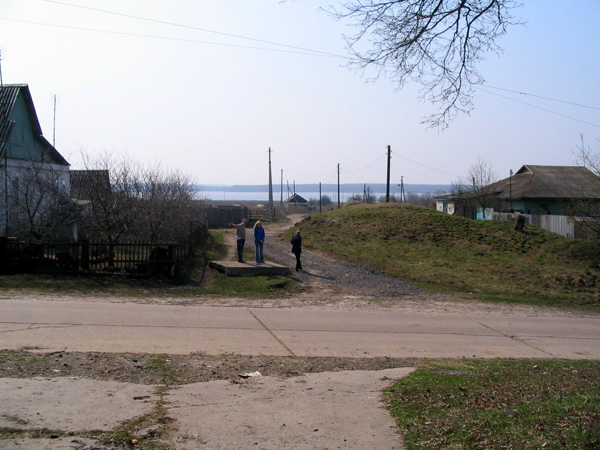
Улица д. Копёнки
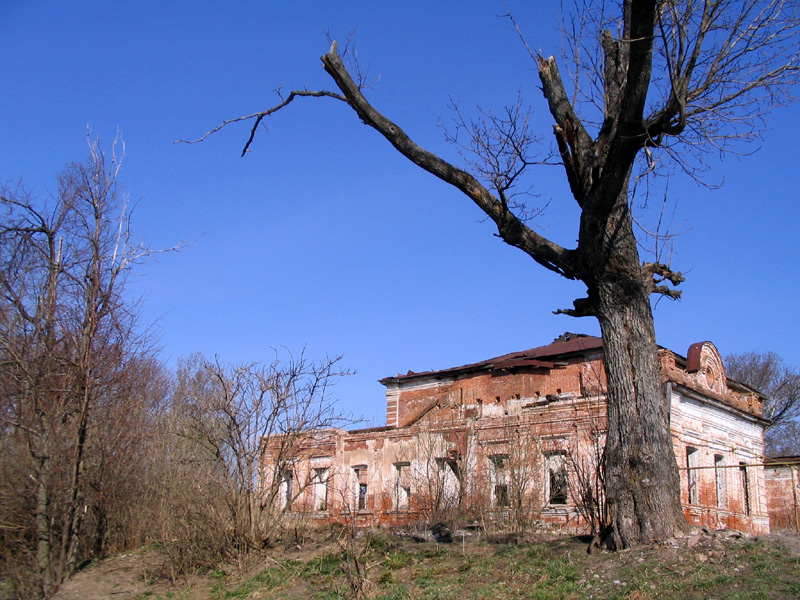
Заброшенная усадьба